# Ismailli
Ismailli (en azerí: İsmayıllı) es una localidad de Azerbaiyán, capital del raión homónimo.
Se encuentra a una altitud de 657 m sobre el nivel del mar. 

## Demografía
Según estimación 2010 contaba con 14805 habitantes.